# ميل لويس
ميل لويس (بالإنجليزية: Mel Lewis)‏ هو عازف جاز أمريكي، ولد في 10 مايو 1929 في بوفالو في الولايات المتحدة، وتوفي في 2 فبراير 1990 في نيويورك في الولايات المتحدة بسبب ورم ميلانيني.

## وصلات خارجية
- ميل لويس على موقع IMDb (الإنجليزية)
- ميل لويس على موقع ميوزك برينز (الإنجليزية)
- ميل لويس على موقع أول ميوزيك (الإنجليزية)
- ميل لويس على موقع ديسكوغز (الإنجليزية)
- ميل لويس على موقع قاعدة بيانات الفيلم (الإنجليزية)